# Jorge Camacho Peñaloza
Jorge Camacho Peñaloza (Santa Teresa, Coyuca de Catalán, Guerrero; 21 de diciembre de 1968) es un periodista, exatleta y plusmarquista mexicano en Decatlón, fue tercer lugar Centroamericano y cuarto lugar Panamericano, poseedor del récord nacional por más de 23 años. [cita requerida] Camacho destacó como comentarista de deportes con Brozo en el programa El Mañanero
Fue subdirector de calidad del Deporte de la Comisión Nacional de Cultura Física y Deporte (CONADE) y director de Radio y Televisión del Estado de Guerrero. Fue candidato a diputado federal por el Partido Acción Nacional. Fue delegado de la SAGARPA en Guerrero entre 2009 y 2012.
Fue Diputado local en Guerrero, miembro de la LX legislatura Diputado local del Congreso del Estado de Guerrero por Representación Proporcional y su suplente es César Quevedo Inzunza. En 2015 obtuvo la candidatura a gobernador por el Estado de Guerrero, abanderando al Partido Acción Nacional, en 2015; logró la votación más alta en la historia del Partido Acción Nacional en Guerrero.[cita requerida]
Se Integró al comité ejecutivo nacional del PAN con la presidencia de Ricardo Anaya, y ocupó la cartera de Secretario de Vinculación con la Sociedad. Fue Delegado del CEN del PAN para la elección a gobernador de Chihuahua y Coordinador de campaña de Javier Corral Jurado, quien ganó la elección en el 2016.[cita requerida]
En la elección presidencial de 2018 fue el director de operaciones de la candidatura independiente de Margarita Zavala 
En 2018 renuncia a su militancia del Partido Acción Nacional.